# (194) Procne
(194) Procne és un asteroide que forma part del cinturó d'asteroides i va ser descobert el 21 de març de 1879 per Christian Heinrich Friedrich Peters des de l'observatori Litchfield de Clinton, als Estats Units d'Amèrica.
Està anomenat per Procne, un personatge de la mitologia grega.
Situat a una distància mitjana del Sol de 2,615 ua, Prokne pot allunyar-se'n fins a 3,237 ua. La seva inclinació orbital és 18,51° i l'excentricitat 0,2379. Completa una òrbita al voltant del Sol al cap de 1.545 dies.